# Герб Ельца
Герб Ельца является символом города Ельца. Герб утвержден решением Елецкого городского Совета депутатов №372 от 28 сентября 2004 года. 
Герб Ельца по геральдическим правилам и канонам является гласным. 

## Описание и обоснование герба
Геральдическое описание (блазон) гласит:
В серебряном поле на зелёной земле перед елью того же цвета червлёный, с золотыми рогами и копытами, идущий олень.
За основу современного герба  взят исторический герб города Ельца Орловской губернии, утверждённый 16 августа 1781 года,  описание которого гласит: «В белом поле, красный олень, под зелёной елью».
Серебро в геральдике — символизирует чистоту, благородство, мир, взаимосотрудничество.
Красный цвет — символ мужества, красоты и жизни.
Зелёный цвет — символизирует весну, радость, надежду, природу, и здоровье.
Изображение елей в геральдике символизирует неумирающую, продолжающуюся жизнь в поколениях. Олень из-за древовидного характера своих рогов символизировал омоложение жизни, новорождённость и ход времени. Также это древний византийский символ, символизирующий  набожность, религиозное стремление и воодушевление, победу христиан над язычниками.

## История

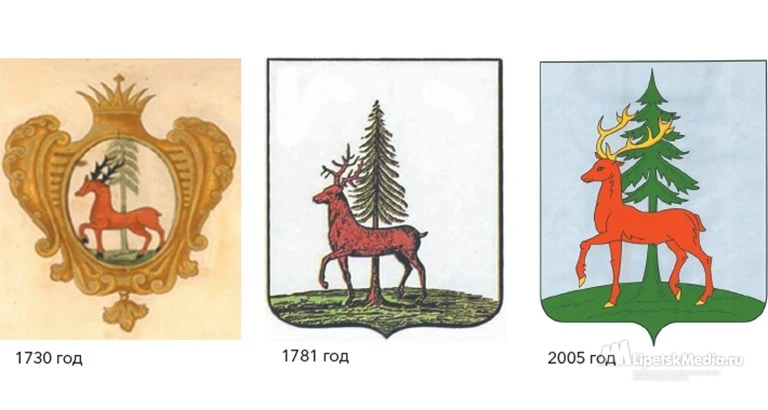

История городского герба уходит своими корнями в эпоху Петра Великого. В 1722 году была создана Геральдмейстерская контора. Её задачей было следить, чтобы  российские гербы  соответствовали европейским стандартам. Согласно документам Военной коллегии 1726 — 1727 годов, среди провинций, в которых не было гербов, указана и Елецкая. Но уже в 1728 году в реестре рисунков гербов от 15 июля указан, в том числе, и елецкий герб.
В 1729 году Верховный тайный совет утвердил герб Ельца как полковой символ для Елецкого пехотного полка №58. 8 марта 1730 года вышел Указ Правительствующего Сената об утверждении елецкого герба для «изготовления по нему знамени пехотного полка и печати для губернатора». Штандарт елецкого гарнизонного полка был темно-зеленого цвета с золотым щитом в центре. Внутри щита располагался белый овал, внутри которого изображался красный олень на зеленой земле с зеленой же елью, расположенной на заднем плане. По углам полотнища алели символические языки пламени.
16 августа 1781 года Екатерина Великая утвердила высочайшим монаршим Указом герб Ельца. Описание его гласило: «В белом поле красный олень под зелёной елью». Все города Орловской губернии на верхнем щите содержали символ губернского города — орла, кроме Ельца. По мнению краеведов, великая самодержица специально сделала такое исключение, чтобы подчеркнуть статус  древнего города Ельца.